# Pucung Kidul (Kroya)
Pucung Kidul is een bestuurslaag in het regentschap Cilacap van de provincie Midden-Java, Indonesië. Pucung Kidul telt 4901 inwoners (volkstelling 2010).